# Gilbert Rey
Gilbert Rey (30 de outubro de 1930) é um ex-futebolista suíço que atuava como atacante.

## Carreira
Gilbert Rey fez parte do elenco da Seleção Suíça de Futebol, na Copa do Mundo de 1962.